# The Widow from Monte Carlo
The Widow from Monte Carlo é um filme de comédia romântica norte-americano de 1935, dirigido por Arthur Greville Collins e estrelado por Warren William, Dolores del Río, Louise Fazenda e Colin Clive. Foi baseado na peça A Present from Margate, de A. E. W. Mason.

## Elenco
- Warren William - Major Allan Chepstow
- Dolores del Río - Inez
- Louise Fazenda - Rose Torrent
- Colin Clive - Lord Eric Reynolds
- Herbert Mundin - John Torrent
- Olin Howland - Eaves
- Warren Hymer - Dopey Mullins
- Eily Malyon - Lady Maynard